# Hey Sexy Lady
Hey Sexy Lady ist ein Lied des jamaikanischen Reggae-Musikers Shaggy, das er zusammen mit dem jamaikanischen Reggae-Duo Brian & Tony Gold aufnahm. Der Song ist die erste Singleauskopplung seines sechsten Studioalbums Lucky Day und wurde am 21. Oktober 2002 veröffentlicht.

## Inhalt
In Hey Sexy Lady besingen Shaggy und Brian & Tony Gold eine attraktive Frau, die ihre Aufmerksamkeit erregt hat. Brian & Tony Gold wenden sich im Refrain aus der Perspektive des lyrischen Ichs direkt an die Frau und sagen ihr, dass sie auf sie stehen und gern mehr von ihr wollen. Dabei heben sie vor allem ihren Körper und ihre Bewegungen hervor. In den Strophen singt Shaggy über die gemeinsame Nacht mit der Frau, in der sie so laut waren, dass sich die Nachbarn beschwerten. Sie seien geradezu süchtig nacheinander und liebten sich bis zur Erschöpfung.

“Hey sexy lady, I like your flow

Your body’s bangin’, out of control! (Uh!)

You put it on me (That’s right) ceiling to floor

Only you can make me scream and beg for more!”

## Produktion
Der Song basiert auf dem Sexy Lady Explosion Riddim und wurde von dem Musikproduzenten Robert Livingston produziert. Er fungierte neben Shaggy, Rikrok, Brian & Tony Gold sowie Christopher Birch auch als Autor des Liedes.

## Musikvideo
Bei dem zu Hey Sexy Lady gedrehten Musikvideo führte Antti J Regie. Es verzeichnet auf YouTube über 200 Millionen Aufrufe (Stand Januar 2023). Das Video spielt in einem Saloon, in dem Shaggy und Brian & Tony Gold mit mehreren leicht-bekleideten Frauen tanzen, während sie das Lied singen. Einige Frauen tanzen dabei eine Choreografie und am Rand der Tanzfläche sind auch Trompetenspieler zu sehen. Kurz darauf befindet sich Brian Gold im Hinterzimmer des Lokals mit zwei Frauen im Bett. Weitere Szenen zeigen Shaggy mit Bikini-tragenden Frauen in einer Badewanne und später ist er auch beim Glücksspiel an einem Würfeltisch zu sehen.

## Single

### Covergestaltung
Das Singlecover zeigt Shaggy, der eine Sonnenbrille trägt und den Blick vom Betrachter aus gesehen nach links wendet. Mitten im Bild stehen die Schriftzüge Shaggy, Hey Sexy Lady Hey Sexy Lady Hey Sexy Lady Hey Sexy und featuring Brian & Tony Gold in Hell- und Dunkelblau. Im Hintergrund sind ein paar Bäume zu sehen, der Rest ist weiß gehalten.

### Titellisten
Single
1. Hey Sexy Lady (feat. Brian & Toni Gold) – 3:21
2. It Wasn’t Me – The Cartel Mix (feat. Rikrok, Nucci Rey O & Wiz Dinero) – 3:45

Maxi
1. Hey Sexy Lady (feat. Brian & Toni Gold) – 3:21
2. It Wasn’t Me – The Cartel Mix (feat. Rikrok, Nucci Rey O & Wiz Dinero) – 3:45
3. Dance & Shout – Dance Hall Mix (feat. Pee Wee) – 4:26
4. Hey Sexy Lady – Video – 3:32

### Chartplatzierungen
Hey Sexy Lady stieg am 4. November 2002 auf Platz 21 in die deutschen Singlecharts ein und erreichte vier Wochen später mit Rang zehn die beste Platzierung. Insgesamt hielt sich der Song 18 Wochen lang in den Top 100. Ebenfalls die Top 10 erreichte die Single unter anderem in den Niederlanden, Australien, Belgien, Frankreich, Italien, Österreich und im Vereinigten Königreich.
| ChartsChartplatzierungen     | Höchstplatzierung | Wochen |
| ---------------------------- | ----------------- | ------ |
| Deutschland (GfK)            | 10 (18 Wo.)       | 18     |
| Österreich (Ö3)              | 9 (20 Wo.)        | 20     |
| Schweiz (IFPI)               | 18 (30 Wo.)       | 30     |
| Vereinigtes Königreich (OCC) | 10 (8 Wo.)        | 8      |

| ChartsJahrescharts (2003) | Platzierung |
| ------------------------- | ----------- |
| Österreich (Ö3)           | 70          |

### Auszeichnungen für Musikverkäufe
Hey Sexy Lady wurde 2003 in Australien für mehr als 70.000 verkaufte Einheiten mit einer Platin-Schallplatte ausgezeichnet.

| Land/Region       | Auszeichnungen für Musikverkäufe (Land/Region, Auszeichnung, Verkäufe) | Verkäufe |
| ----------------- | ---------------------------------------------------------------------- | -------- |
| Australien (ARIA) | Platin                                                                 | 70.000   |
| Belgien (BRMA)    | Gold                                                                   | 25.000   |
| Kanada (MC)       | Platin                                                                 | 10.000   |
| Neuseeland (RMNZ) | Gold                                                                   | 15.000   |
| Insgesamt         | 2× Gold · 2× Platin ·                                                  | 120.000  |

Hauptartikel: Shaggy/Auszeichnungen für Musikverkäufe